# Ljepivi mač
Ljepivi mač (iksija, lat. Ixia), rod jednosupnica iz porodice perunikovki kojemu pripada 97 priznatih vrsta trajnica rasprostranjenih po jugu Južnoafričke Republike. Neke vrste uvezena su po drugim kontinentima

## Vrste
1. Ixia abbreviata Houtt.
2. Ixia acaulis Goldblatt & J.C.Manning
3. Ixia alata Goldblatt & J.C.Manning
4. Ixia alticola Goldblatt & J.C.Manning
5. Ixia altissima Goldblatt & J.C.Manning
6. Ixia angelae Goldblatt & J.C.Manning
7. Ixia atrandra Goldblatt & J.C.Manning
8. Ixia aurea J.C.Manning & Goldblatt
9. Ixia bellendenii R.C.Foster
10. Ixia bifolia Goldblatt & J.C.Manning
11. Ixia brevituba G.J.Lewis
12. Ixia brunneobractea G.J.Lewis
13. Ixia calendulacea Goldblatt & J.C.Manning
14. Ixia campanulata Houtt.
15. Ixia capillaris L.f.
16. Ixia cedarmontana Goldblatt & J.C.Manning
17. Ixia cochlearis G.J.Lewis
18. Ixia collina Goldblatt & Snijman
19. Ixia confusa (G.J.Lewis) Goldblatt & J.C.Manning
20. Ixia contorta Goldblatt & J.C.Manning
21. Ixia curta Andrews
22. Ixia curvata G.J.Lewis
23. Ixia dieramoides Goldblatt & J.C.Manning
24. Ixia divaricata Goldblatt & J.C.Manning
25. Ixia dolichsiphon Goldblatt & J.C.Manning
26. Ixia dubia Vent.
27. Ixia ecklonii Goldblatt & J.C.Manning
28. Ixia erubescens Goldblatt
29. Ixia esterhuyseniae M.P.de Vos
30. Ixia exiliflora Goldblatt & J.C.Manning
31. Ixia flagellaris Goldblatt & J.C.Manning
32. Ixia flexuosa L.
33. Ixia fucata Ker Gawl.
34. Ixia gloriosa G.J.Lewis
35. Ixia helmei Goldblatt & J.C.Manning
36. Ixia lacerata Goldblatt & J.C.Manning
37. Ixia latifolia D.Delaroche
38. Ixia leipoldtii G.J.Lewis
39. Ixia linderi Goldblatt & J.C.Manning
40. Ixia linearifolia Goldblatt & J.C.Manning
41. Ixia longistylis (M.P.de Vos) Goldblatt & J.C.Manning
42. Ixia longituba N.E.Br.
43. Ixia macrocarpa Goldblatt & J.C.Manning
44. Ixia maculata L.
45. Ixia marginifolia G.J.Lewis
46. Ixia metelerkampiae L.Bolus
47. Ixia micrandra Baker
48. Ixia minor (G.J.Lewis) Goldblatt & J.C.Manning
49. Ixia mollis Goldblatt & J.C.Manning
50. Ixia monadelpha D.Delaroche
51. Ixia monticola Goldblatt & J.C.Manning
52. Ixia mostertii M.P.de Vos
53. Ixia namaquana L.Bolus
54. Ixia nutans Goldblatt & J.C.Manning
55. Ixia odorata Ker Gawl.
56. Ixia orientalis L.Bolus
57. Ixia oxalidiflora Goldblatt & J.C.Manning
58. Ixia paniculata D.Delaroche
59. Ixia parva Goldblatt & J.C.Manning
60. Ixia patens Aiton
61. Ixia pauciflora G.J.Lewis
62. Ixia paucifolia G.J.Lewis
63. Ixia pavonia Goldblatt & J.C.Manning
64. Ixia polystachya L.
65. Ixia pumilio Goldblatt & Snijman
66. Ixia purpureorosea G.J.Lewis
67. Ixia ramulosa (G.J.Lewis) Goldblatt & J.C.Manning
68. Ixia rapunculoides Redouté
69. Ixia reclinata Goldblatt & J.C.Manning
70. Ixia recondita Goldblatt & J.C.Manning
71. Ixia rigida Goldblatt & J.C.Manning
72. Ixia rivulicola Goldblatt & J.C.Manning
73. Ixia robusta (G.J.Lewis) Goldblatt & J.C.Manning
74. Ixia roseoalba Goldblatt & J.C.Manning
75. Ixia rouxii G.J.Lewis
76. Ixia sarmentosa Goldblatt & J.C.Manning
77. Ixia saundersiana Goldblatt & J.C.Manning
78. Ixia scillaris L.
79. Ixia seracina Goldblatt & J.C.Manning
80. Ixia simulans Goldblatt & J.C.Manning
81. Ixia sobolifera Goldblatt & J.C.Manning
82. Ixia splendida G.J.Lewis
83. Ixia stenophylla Goldblatt & J.C.Manning
84. Ixia stohriae L.Bolus
85. Ixia stolonifera G.J.Lewis
86. Ixia stricta (Eckl. ex Klatt) G.J.Lewis
87. Ixia superba J.C.Manning & Goldblatt
88. Ixia tenuifolia Vahl
89. Ixia tenuis Goldblatt & J.C.Manning
90. Ixia teretifolia Goldblatt & J.C.Manning
91. Ixia thomasiae Goldblatt
92. Ixia trifolia G.J.Lewis
93. Ixia trinervata (Baker) G.J.Lewis
94. Ixia vanzijliae L.Bolus
95. Ixia versicolor G.J.Lewis
96. Ixia vinacea G.J.Lewis
97. Ixia viridiflora Lam.

## Sinonimi
- Agretta Eckl.
- Dichone P.Lawson ex Salisb.
- Eurydice (Pers.) Nois.
- Houttuynia Houtt.
- Hyalis Salisb.
- Morphixia Ker Gawl.
- Wuerthia Regel